# Tournoi féminin du Japon de rugby à sept 2017
Navigation
2018
Le Tournoi féminin du Japon de rugby à sept 2017 est la quatrième étape de la saison 2016-2017 du World Rugby Women's Sevens Series. Elle se déroule sur deux jours du 22 au 23 avril 2017 au Mikuni World Stadium de Kitakyūshū.
Cette édition est remportée par le Nouvelle-Zélande, après avoir battu le Canada en finale.

## Équipes participantes
Douze équipes participent au tournoi, dont une invitée :
- Angleterre
- Australie
- Brésil
- Canada
- Espagne
- États-Unis
- Fidji
- France
- Irlande
- Japon (invitée)
- Nouvelle-Zélande
- Russie

## Tournoi principal

### Phase de poules

#### Poule A
| Rang | Pays             | J | V | N | D | Pm | Pe | Diff | Pts |
| ---- | ---------------- | - | - | - | - | -- | -- | ---- | --- |
| 1    | Nouvelle-Zélande | 3 | 3 | 0 | 0 | 72 | 21 | +51  | 9   |
| 2    | Russie           | 3 | 2 | 0 | 1 | 62 | 32 | +30  | 7   |
| 3    | France           | 3 | 1 | 0 | 2 | 52 | 50 | +2   | 5   |
| 4    | Japon            | 3 | 0 | 0 | 3 | 10 | 93 | -83  | 3   |

|  | Qualifiée pour la Cup              |
|  | Qualifiée pour le Challenge Trophy |

| 22 avril 2017 11 h 58 UTC+09:00 | Russie | 26 - 5 | France | Mikuni World Stadium, Kitakyūshū |
| 22 avril 2017 11 h 58 UTC+09:00 |        |        |        | Mikuni World Stadium, Kitakyūshū |
| 22 avril 2017 11 h 58 UTC+09:00 |        |        |        | Mikuni World Stadium, Kitakyūshū |

| 22 avril 2017 12 h 20 UTC+09:00 | Nouvelle-Zélande | 31 - 0 | Japon | Mikuni World Stadium, Kitakyūshū |
| 22 avril 2017 12 h 20 UTC+09:00 |                  |        |       | Mikuni World Stadium, Kitakyūshū |
| 22 avril 2017 12 h 20 UTC+09:00 |                  |        |       | Mikuni World Stadium, Kitakyūshū |

| 22 avril 2017 14 h 42 UTC+09:00 | Russie | 29 - 5 | Japon | Mikuni World Stadium, Kitakyūshū |
| 22 avril 2017 14 h 42 UTC+09:00 |        |        |       | Mikuni World Stadium, Kitakyūshū |
| 22 avril 2017 14 h 42 UTC+09:00 |        |        |       | Mikuni World Stadium, Kitakyūshū |

| 22 avril 2017 15 h 4 UTC+09:00 | Nouvelle-Zélande | 19 - 14 | France | Mikuni World Stadium, Kitakyūshū |
| 22 avril 2017 15 h 4 UTC+09:00 |                  |         |        | Mikuni World Stadium, Kitakyūshū |
| 22 avril 2017 15 h 4 UTC+09:00 |                  |         |        | Mikuni World Stadium, Kitakyūshū |

| 22 avril 2017 17 h 26 UTC+09:00 | France | 33 - 5 | Japon | Mikuni World Stadium, Kitakyūshū |
| 22 avril 2017 17 h 26 UTC+09:00 |        |        |       | Mikuni World Stadium, Kitakyūshū |
| 22 avril 2017 17 h 26 UTC+09:00 |        |        |       | Mikuni World Stadium, Kitakyūshū |

| 22 avril 2017 17 h 48 UTC+09:00 | Nouvelle-Zélande | 22 - 7 | Russie | Mikuni World Stadium, Kitakyūshū |
| 22 avril 2017 17 h 48 UTC+09:00 |                  |        |        | Mikuni World Stadium, Kitakyūshū |
| 22 avril 2017 17 h 48 UTC+09:00 |                  |        |        | Mikuni World Stadium, Kitakyūshū |

#### Poule B
| Rang | Pays      | J | V | N | D | Pm | Pe  | Diff | Pts |
| ---- | --------- | - | - | - | - | -- | --- | ---- | --- |
| 1    | Australie | 3 | 3 | 0 | 0 | 91 | 12  | +79  | 9   |
| 2    | Fidji     | 3 | 2 | 0 | 1 | 91 | 24  | +67  | 7   |
| 3    | Brésil    | 3 | 1 | 0 | 2 | 34 | 82  | -48  | 5   |
| 4    | Irlande   | 3 | 0 | 0 | 3 | 10 | 108 | -98  | 3   |

|  | Qualifiée pour la Cup              |
|  | Qualifiée pour le Challenge Trophy |

| 22 avril 2017 11 h 14 UTC+09:00 | Fidji | 45 - 0 | Irlande | Mikuni World Stadium, Kitakyūshū |
| 22 avril 2017 11 h 14 UTC+09:00 |       |        |         | Mikuni World Stadium, Kitakyūshū |
| 22 avril 2017 11 h 14 UTC+09:00 |       |        |         | Mikuni World Stadium, Kitakyūshū |

| 22 avril 2017 11 h 36 UTC+09:00 | Australie | 38 - 0 | Brésil | Mikuni World Stadium, Kitakyūshū |
| 22 avril 2017 11 h 36 UTC+09:00 |           |        |        | Mikuni World Stadium, Kitakyūshū |
| 22 avril 2017 11 h 36 UTC+09:00 |           |        |        | Mikuni World Stadium, Kitakyūshū |

| 22 avril 2017 13 h 58 UTC+09:00 | Fidji | 34 - 7 | Brésil | Mikuni World Stadium, Kitakyūshū |
| 22 avril 2017 13 h 58 UTC+09:00 |       |        |        | Mikuni World Stadium, Kitakyūshū |
| 22 avril 2017 13 h 58 UTC+09:00 |       |        |        | Mikuni World Stadium, Kitakyūshū |

| 22 avril 2017 14 h 20 UTC+09:00 | Australie | 36 - 0 | Irlande | Mikuni World Stadium, Kitakyūshū |
| 22 avril 2017 14 h 20 UTC+09:00 |           |        |         | Mikuni World Stadium, Kitakyūshū |
| 22 avril 2017 14 h 20 UTC+09:00 |           |        |         | Mikuni World Stadium, Kitakyūshū |

| 22 avril 2017 16 h 42 UTC+09:00 | Irlande | 10 - 27 | Brésil | Mikuni World Stadium, Kitakyūshū |
| 22 avril 2017 16 h 42 UTC+09:00 |         |         |        | Mikuni World Stadium, Kitakyūshū |
| 22 avril 2017 16 h 42 UTC+09:00 |         |         |        | Mikuni World Stadium, Kitakyūshū |

| 22 avril 2017 17 h 4 UTC+09:00 | Australie | 17 - 12 | Fidji | Mikuni World Stadium, Kitakyūshū |
| 22 avril 2017 17 h 4 UTC+09:00 |           |         |       | Mikuni World Stadium, Kitakyūshū |
| 22 avril 2017 17 h 4 UTC+09:00 |           |         |       | Mikuni World Stadium, Kitakyūshū |

#### Poule C
| Rang | Pays       | J | V | N | D | Pm  | Pe | Diff | Pts |
| ---- | ---------- | - | - | - | - | --- | -- | ---- | --- |
| 1    | Canada     | 3 | 3 | 0 | 0 | 101 | 29 | +72  | 9   |
| 2    | États-Unis | 3 | 2 | 0 | 1 | 58  | 44 | +14  | 7   |
| 3    | Angleterre | 3 | 1 | 0 | 2 | 38  | 56 | -18  | 5   |
| 4    | Espagne    | 3 | 0 | 0 | 3 | 15  | 83 | -68  | 3   |

|  | Qualifiée pour la Cup              |
|  | Qualifiée pour le Challenge Trophy |

| 22 avril 2017 10 h 30 UTC+09:00 | États-Unis | 19 - 10 | Espagne | Mikuni World Stadium, Kitakyūshū |
| 22 avril 2017 10 h 30 UTC+09:00 |            |         |         | Mikuni World Stadium, Kitakyūshū |
| 22 avril 2017 10 h 30 UTC+09:00 |            |         |         | Mikuni World Stadium, Kitakyūshū |

| 22 avril 2017 10 h 52 UTC+09:00 | Canada | 29 - 12 | Angleterre | Mikuni World Stadium, Kitakyūshū |
| 22 avril 2017 10 h 52 UTC+09:00 |        |         |            | Mikuni World Stadium, Kitakyūshū |
| 22 avril 2017 10 h 52 UTC+09:00 |        |         |            | Mikuni World Stadium, Kitakyūshū |

| 22 avril 2017 13 h 14 UTC+09:00 | États-Unis | 27 - 5 | Angleterre | Mikuni World Stadium, Kitakyūshū |
| 22 avril 2017 13 h 14 UTC+09:00 |            |        |            | Mikuni World Stadium, Kitakyūshū |
| 22 avril 2017 13 h 14 UTC+09:00 |            |        |            | Mikuni World Stadium, Kitakyūshū |

| 22 avril 2017 13 h 36 UTC+09:00 | Canada | 43 - 5 | Espagne | Mikuni World Stadium, Kitakyūshū |
| 22 avril 2017 13 h 36 UTC+09:00 |        |        |         | Mikuni World Stadium, Kitakyūshū |
| 22 avril 2017 13 h 36 UTC+09:00 |        |        |         | Mikuni World Stadium, Kitakyūshū |

| 22 avril 2017 15 h 58 UTC+09:00 | Espagne | 0 - 21 | Angleterre | Mikuni World Stadium, Kitakyūshū |
| 22 avril 2017 15 h 58 UTC+09:00 |         |        |            | Mikuni World Stadium, Kitakyūshū |
| 22 avril 2017 15 h 58 UTC+09:00 |         |        |            | Mikuni World Stadium, Kitakyūshū |

| 22 avril 2017 16 h 20 UTC+09:00 | Canada | 29 - 12 | États-Unis | Mikuni World Stadium, Kitakyūshū |
| 22 avril 2017 16 h 20 UTC+09:00 |        |         |            | Mikuni World Stadium, Kitakyūshū |
| 22 avril 2017 16 h 20 UTC+09:00 |        |         |            | Mikuni World Stadium, Kitakyūshū |

## Phase finale

### Trophées

#### Cup
|  | Quarts de finale                  | Quarts de finale                  |                                   |                                   | Demi-finales                      | Demi-finales                      |    |  | Finale                           | Finale                           |
|  | Quarts de finale                  | Quarts de finale                  |                                   |                                   | Demi-finales                      | Demi-finales                      |    |  | Finale                           | Finale                           |
|  |                                   |                                   |                                   |                                   |                                   |                                   |    |  |                                  |                                  |
|  | 23 avril 2017 à 10 h 30 UTC+09:00 | 23 avril 2017 à 10 h 30 UTC+09:00 |                                   |                                   | 23 avril 2017 à 13 h 58 UTC+09:00 | 23 avril 2017 à 13 h 58 UTC+09:00 |    |  | 23 avril 2017 à 17 h 7 UTC+09:00 | 23 avril 2017 à 17 h 7 UTC+09:00 |
|  | 23 avril 2017 à 10 h 30 UTC+09:00 | 23 avril 2017 à 10 h 30 UTC+09:00 |                                   |                                   | 23 avril 2017 à 13 h 58 UTC+09:00 | 23 avril 2017 à 13 h 58 UTC+09:00 |    |  | 23 avril 2017 à 17 h 7 UTC+09:00 | 23 avril 2017 à 17 h 7 UTC+09:00 |
|  | Australie                         | 19                                |                                   |                                   | 23 avril 2017 à 13 h 58 UTC+09:00 | 23 avril 2017 à 13 h 58 UTC+09:00 |    |  | 23 avril 2017 à 17 h 7 UTC+09:00 | 23 avril 2017 à 17 h 7 UTC+09:00 |
|  | Australie                         | 19                                |                                   |                                   | 23 avril 2017 à 13 h 58 UTC+09:00 | 23 avril 2017 à 13 h 58 UTC+09:00 |    |  | 23 avril 2017 à 17 h 7 UTC+09:00 | 23 avril 2017 à 17 h 7 UTC+09:00 |
|  | France                            | 12                                |                                   |                                   | 23 avril 2017 à 13 h 58 UTC+09:00 | 23 avril 2017 à 13 h 58 UTC+09:00 |    |  | 23 avril 2017 à 17 h 7 UTC+09:00 | 23 avril 2017 à 17 h 7 UTC+09:00 |
|  | France                            | 12                                | Australie                         | 0                                 |                                   |                                   |    |  | 23 avril 2017 à 17 h 7 UTC+09:00 | 23 avril 2017 à 17 h 7 UTC+09:00 |
|  | 23 avril 2017 à 10 h 52 UTC+09:00 |                                   | Australie                         | 0                                 |                                   |                                   |    |  | 23 avril 2017 à 17 h 7 UTC+09:00 | 23 avril 2017 à 17 h 7 UTC+09:00 |
|  |                                   | Canada                            | 33                                |                                   |                                   |                                   |    |  | 23 avril 2017 à 17 h 7 UTC+09:00 | 23 avril 2017 à 17 h 7 UTC+09:00 |
|  | Canada                            | Canada                            | 33                                | 41                                |                                   |                                   |    |  | 23 avril 2017 à 17 h 7 UTC+09:00 | 23 avril 2017 à 17 h 7 UTC+09:00 |
|  | Canada                            |                                   |                                   | 41                                |                                   |                                   |    |  | 23 avril 2017 à 17 h 7 UTC+09:00 | 23 avril 2017 à 17 h 7 UTC+09:00 |
|  | Russie                            | 0                                 |                                   |                                   |                                   |                                   |    |  | 23 avril 2017 à 17 h 7 UTC+09:00 | 23 avril 2017 à 17 h 7 UTC+09:00 |
|  | Russie                            | 0                                 | Canada                            | 14                                |                                   |                                   |    |  |                                  |                                  |
|  | 23 avril 2017 à 11 h 14 UTC+09:00 |                                   | Canada                            | 14                                |                                   |                                   |    |  |                                  |                                  |
|  |                                   | Nouvelle-Zélande                  | 17                                |                                   |                                   |                                   |    |  |                                  |                                  |
|  | Fidji                             | Nouvelle-Zélande                  | 17                                | 26                                |                                   |                                   |    |  |                                  |                                  |
|  | Fidji                             | 23 avril 2017 à 14 h 20 UTC+09:00 |                                   | 26                                |                                   |                                   |    |  |                                  |                                  |
|  | États-Unis                        | 19                                |                                   |                                   |                                   |                                   |    |  |                                  |                                  |
|  | États-Unis                        | 19                                | Fidji                             | 0                                 |                                   |                                   |    |  |                                  |                                  |
|  | 23 avril 2017 à 11 h 36 UTC+09:00 | 23 avril 2017 à 11 h 36 UTC+09:00 | Fidji                             | 0                                 | Médaille de bronze                | Médaille de bronze                |    |  |                                  |                                  |
|  | 23 avril 2017 à 11 h 36 UTC+09:00 | 23 avril 2017 à 11 h 36 UTC+09:00 |                                   | Nouvelle-Zélande                  | Médaille de bronze                | Médaille de bronze                | 21 |  |                                  |                                  |
|  | Nouvelle-Zélande                  | 21                                | 23 avril 2017 à 16 h 42 UTC+09:00 | 23 avril 2017 à 16 h 42 UTC+09:00 |                                   |                                   | 21 |  |                                  |                                  |
|  | Nouvelle-Zélande                  | 21                                | 23 avril 2017 à 16 h 42 UTC+09:00 | 23 avril 2017 à 16 h 42 UTC+09:00 |                                   |                                   |    |  |                                  |                                  |
|  | Angleterre                        | 5                                 |                                   | Australie                         | 19                                |                                   |    |  |                                  |                                  |
|  | Angleterre                        | 5                                 |                                   | Australie                         | 19                                |                                   |    |  |                                  |                                  |
|  |                                   |                                   |                                   |                                   |                                   |                                   |    |  | Fidji                            | 17                               |
|  |                                   |                                   |                                   |                                   |                                   |                                   |    |  | Fidji                            | 17                               |

#### 5eplace
|  | Demi-finales                      | Demi-finales                      |          |    | 5e place                          | 5e place                          |
|  | Demi-finales                      | Demi-finales                      |          |    | 5e place                          | 5e place                          |
|  |                                   |                                   |          |    |                                   |                                   |
|  | 23 avril 2017 à 13 h 14 UTC+09:00 | 23 avril 2017 à 13 h 14 UTC+09:00 |          |    | 23 avril 2017 à 16 h 20 UTC+09:00 | 23 avril 2017 à 16 h 20 UTC+09:00 |
|  | 23 avril 2017 à 13 h 14 UTC+09:00 | 23 avril 2017 à 13 h 14 UTC+09:00 |          |    | 23 avril 2017 à 16 h 20 UTC+09:00 | 23 avril 2017 à 16 h 20 UTC+09:00 |
|  | France                            | 5                                 |          |    | 23 avril 2017 à 16 h 20 UTC+09:00 | 23 avril 2017 à 16 h 20 UTC+09:00 |
|  | France                            | 5                                 |          |    | 23 avril 2017 à 16 h 20 UTC+09:00 | 23 avril 2017 à 16 h 20 UTC+09:00 |
|  | Russie                            | 26                                |          |    | 23 avril 2017 à 16 h 20 UTC+09:00 | 23 avril 2017 à 16 h 20 UTC+09:00 |
|  | Russie                            | 26                                | Russie   | 31 |                                   |                                   |
|  | 23 avril 2017 à 13 h 36 UTC+09:00 |                                   | Russie   | 31 |                                   |                                   |
|  |                                   | Angleterre                        | 0        |    |                                   |                                   |
|  | États-Unis                        | Angleterre                        | 0        | 24 |                                   |                                   |
|  | États-Unis                        |                                   |          | 24 |                                   |                                   |
|  | Angleterre                        | 26                                |          |    |                                   |                                   |
|  | Angleterre                        | 26                                | 7e place |    |                                   |                                   |
|  |                                   |                                   |          |    |                                   |                                   |
|  | 23 avril 2017 à 15 h 58 UTC+09:00 |                                   |          |    |                                   |                                   |
|  |                                   |                                   |          |    |                                   |                                   |
|  | France                            | 14                                |          |    |                                   |                                   |
|  | France                            | 14                                |          |    |                                   |                                   |
|  | États-Unis                        | 31                                |          |    |                                   |                                   |
|  | États-Unis                        | 31                                |          |    |                                   |                                   |

#### Challenge Trophy
|  | Demi-finales                      | Demi-finales                      |           |    | Finale                           | Finale                           |
|  | Demi-finales                      | Demi-finales                      |           |    | Finale                           | Finale                           |
|  |                                   |                                   |           |    |                                  |                                  |
|  | 23 avril 2017 à 11 h 58 UTC+09:00 | 23 avril 2017 à 11 h 58 UTC+09:00 |           |    | 23 avril 2017 à 15 h 4 UTC+09:00 | 23 avril 2017 à 15 h 4 UTC+09:00 |
|  | 23 avril 2017 à 11 h 58 UTC+09:00 | 23 avril 2017 à 11 h 58 UTC+09:00 |           |    | 23 avril 2017 à 15 h 4 UTC+09:00 | 23 avril 2017 à 15 h 4 UTC+09:00 |
|  | Brésil                            | 5                                 |           |    | 23 avril 2017 à 15 h 4 UTC+09:00 | 23 avril 2017 à 15 h 4 UTC+09:00 |
|  | Brésil                            | 5                                 |           |    | 23 avril 2017 à 15 h 4 UTC+09:00 | 23 avril 2017 à 15 h 4 UTC+09:00 |
|  | Irlande                           | 24                                |           |    | 23 avril 2017 à 15 h 4 UTC+09:00 | 23 avril 2017 à 15 h 4 UTC+09:00 |
|  | Irlande                           | 24                                | Irlande   | 26 |                                  |                                  |
|  | 23 avril 2017 à 12 h 20 UTC+09:00 |                                   | Irlande   | 26 |                                  |                                  |
|  |                                   | Espagne                           | 7         |    |                                  |                                  |
|  | Espagne                           | Espagne                           | 7         | 14 |                                  |                                  |
|  | Espagne                           |                                   |           | 14 |                                  |                                  |
|  | Japon                             | 5                                 |           |    |                                  |                                  |
|  | Japon                             | 5                                 | 11e place |    |                                  |                                  |
|  |                                   |                                   |           |    |                                  |                                  |
|  | 23 avril 2017 à 14 h 42 UTC+09:00 |                                   |           |    |                                  |                                  |
|  |                                   |                                   |           |    |                                  |                                  |
|  | Brésil                            | 12                                |           |    |                                  |                                  |
|  | Brésil                            | 12                                |           |    |                                  |                                  |
|  | Japon                             | 10                                |           |    |                                  |                                  |
|  | Japon                             | 10                                |           |    |                                  |                                  |

## Joueuses

### Meilleures marqueuses
| Rang | Joueuse            | Essais marqués |
| ---- | ------------------ | -------------- |
| 1    | Julia Greenshields | 8              |
| 1    | Naya Tapper        | 8              |
| 3    | Elena Zdrokova     | 7              |
| 3    | Miriama Naiobasali | 7              |
| 3    | Portia Woodman     | 7              |

### Meilleurs réalisatrices
| Rang | Joueuse            | Points marqués |
| ---- | ------------------ | -------------- |
| 1    | Ghislaine Landry   | 49             |
| 2    | Julia Greenshields | 40             |
| 2    | Naya Tapper        | 40             |
| 4    | Chloe Dalton       | 35             |
| 4    | Elena Zdrokova     | 35             |

### Distinctions
| Distinctions         | Joueuse        |
| -------------------- | -------------- |
| Impact Player        | Sarah Goss     |
| Joueuse de la finale | Portia Woodman |